# Edo Murić
Edo Murić, slovenski košarkar, * 27. november 1991, Ljubljana.
Edo Murić je igralec košarke na položaju krila.

## Začetki
Svojo člansko kariero je pričel pri Parklji Ljubljana (2. slovenska liga), kjer je ostal dve leti. Sezono 2008/2009 je odigral v Škofji Loki. 

## Klubska kariera
V sezoni 2014/2015 je igral v Partizanu, s katerim ima sklenjeno triletno pogodbo. Pred tem je igral v rodni Sloveniji, kjer je štiri leta (2010-2014) igral za KK Krka, s Krko je bil vsako leto tudi državni prvak, leta 2011 pa je osvojil tudi FIBA EuroChallenge pokal. Je tudi trikratni udeleženec slovenskega All-star tekmovanja. Ko se je vrnil v Slovenijo, je postal eden stebrov igre pri Cedeviti Olimpiji, kjer ostaja med igralci v sezoni 2021 - 2022. 

## Reprezentanca
Sodeloval je na Evropskem prvenstvu 2011 in 2013 v Sloveniji ter Svetovnem prvenstvu 2014 v Španiji. Na Evropskem prvenstvu 2015 ni nastopil, saj se je v končnici srbskega prvenstva poškodoval in je rehabilitacija trajala tri do štiri mesece.  Ima zlato medaljo z evropskega prvenstva leta 2017. Je med igralci, ki so zasedli četrto mesto na olimpijadi v Tokiu.

## Osebno
Je brat Dina Muriča, ki je prav tako košarkar.